# Gordon Bennett Cup (biltävling)

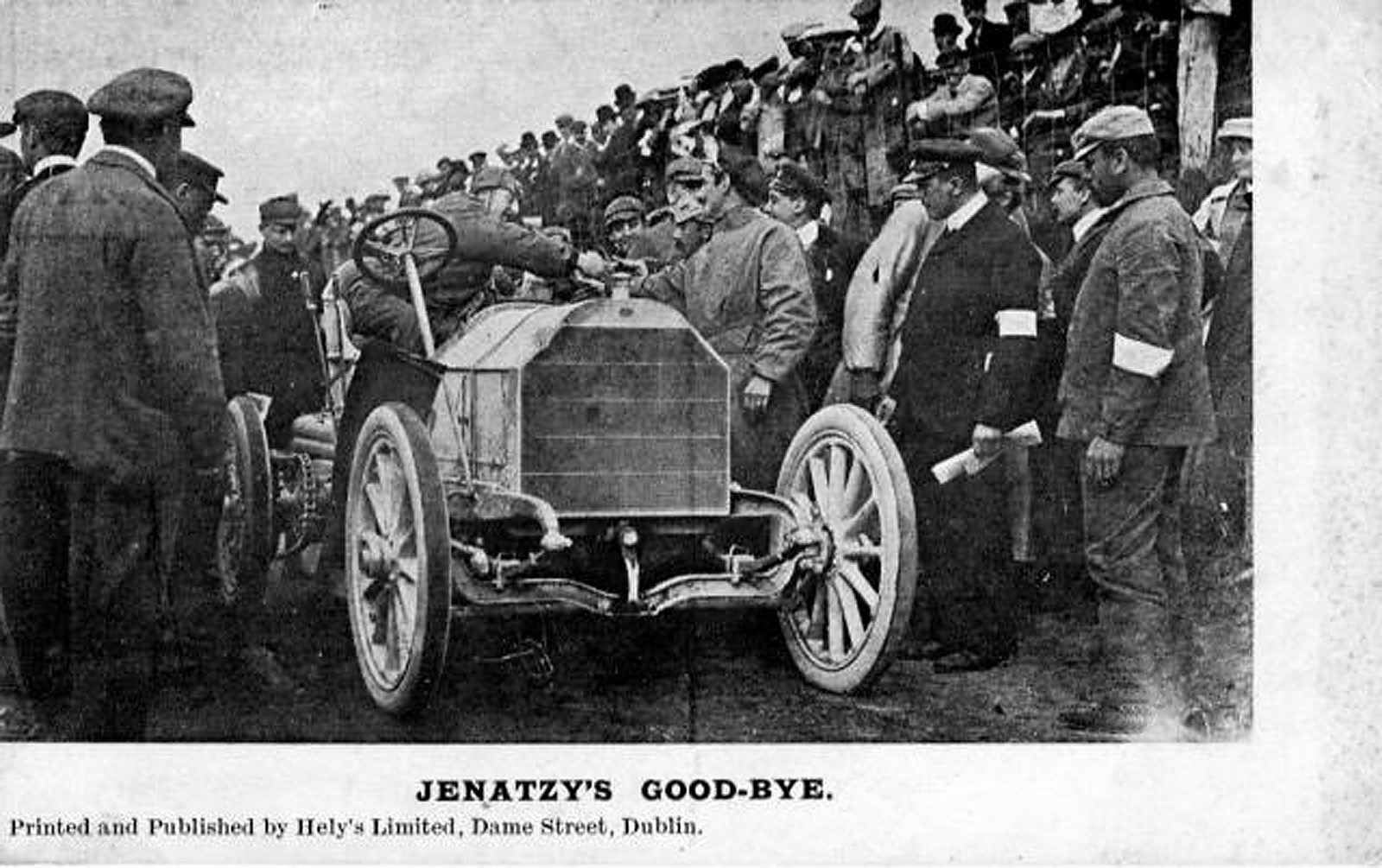
Camille Jenatzy, vinnare 1903.

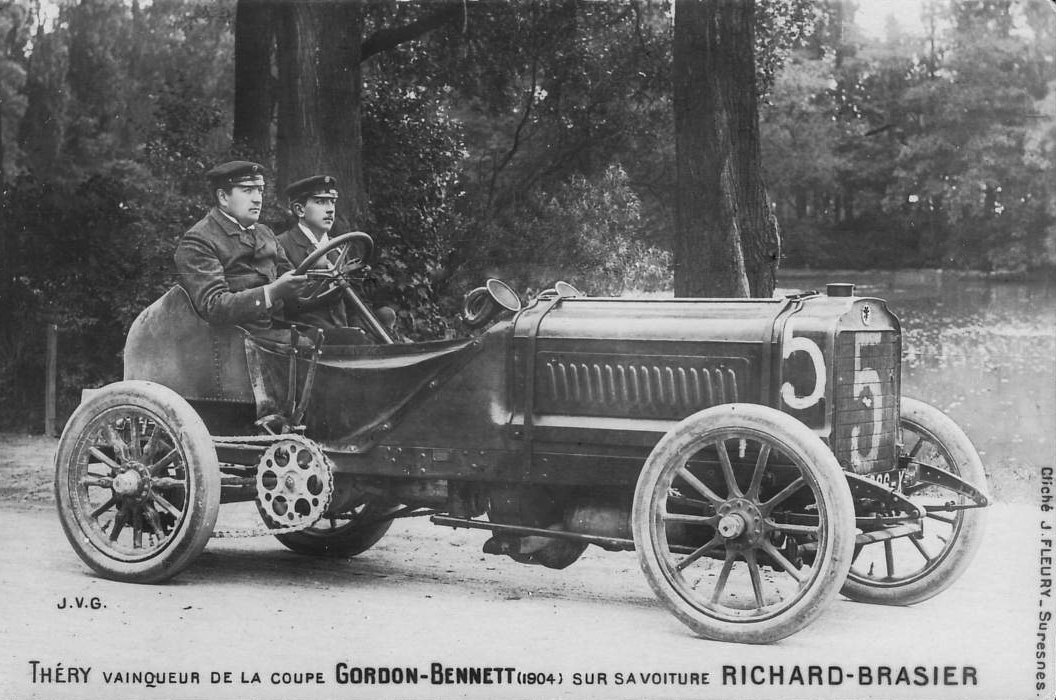
Léon Théry, vinnare 1904 och 1905.

Gordon Bennett Cup var en biltävling som hölls årligen mellan 1900 och 1905.
Biltävlingen var en av tre cuper inom olika teknikområden som startades av James Gordon Bennett d.y., ägare till New York Herald och International Herald Tribune. Tanken var att upprättandet av en internationell tävling skulle sporra biltillverkarna att förbättra sina bilar. Varje land fick ställa upp med tre bilar, konstruerade och byggda inom det egna landet. Användningen av internationella bilsportfärger började vid den här tävlingen.
Den första tävlingen hölls i Frankrike. Den vinnande bilens hemland fick sedan stå värd för nästkommande års tävling. Gordon Bennett Cup efterträddes av den första organiserade Grand Prix-tävlingen, anordnad av den franska automobilklubben ACF 1906.

## Vinnare[1]
| År   | Sträcka                                         | Vinnare         | Bil             |
| ---- | ----------------------------------------------- | --------------- | --------------- |
| 1900 | Paris till Lyon, Frankrike                      | Fernand Charron | Panhard         |
| 1901 | Paris till Bordeaux, Frankrike                  | Léonce Girardot | Panhard         |
| 1902 | Paris, Frankrike till Innsbruck, Österrike      | Selwyn Edge     | Napier          |
| 1903 | Athy, Irland                                    | Camille Jenatzy | Mercedes        |
| 1904 | Taunus-bergen, Tyskland                         | Léon Théry      | Richard-Brasier |
| 1905 | Circuit de Charade, Clermont-Ferrand, Frankrike | Léon Théry      | Richard-Brasier |